# 파이널 컷 익스프레스
파이널 컷 익스프레스(Final Cut Express)는 애플이 개발한 영상 편집 소프트웨어 스위트이다. 파이널 컷 프로의 소비자 버전이었으며, 많은 아마추어 및 전문 비디오그래퍼가 사용하는 디지털 비디오뿐만 아니라 고화질 비디오의 고급 편집을 위해 설계되었다. 파이널 컷 익스프레스는 기능 면에서 아이무비보다 한 단계 위로, 파이널 컷 프로와 그 응용 프로그램 스위트보다 한 단계 아래로 간주되었다. 2011년 6월 21일부로 파이널 컷 익스프레스는 파이널 컷 프로 X에 유리하게 단종되었다.

## 역사
파이널 컷 프로 3을 기반으로 한 파이널 컷 익스프레스 1.0은 2003년 샌프란시스코의 맥월드 콘퍼런스 앤 엑스포에서 출시되었다. 파이널 컷 프로 4를 기반으로 한 두 번째 버전은 2004년 맥월드 샌프란시스코에서 출시되었다. 고화질 비디오 편집이 가능한 세 번째 버전도 1년 후 맥월드 샌프란시스코에서 발표되었으며, 2005년 2월 파이널 컷 익스프레스 HD로 출시되었다. 이 버전은 파이널 컷 프로 HD(버전 4.5)를 기반으로 했으며, LiveType 1.2와 Soundtrack 1.2를 포함했다.
파이널 컷 익스프레스 버전 3.5는 2006년 5월 유니버설 바이너리로 조용히 출시되었다. Dynamic RT를 통한 실시간 렌더링 개선 외에도, 버전 3.5는 LiveType을 버전 2.0으로, Soundtrack을 버전 1.5로 업그레이드했다.
2007년 11월, 애플은 파이널 컷 익스프레스 4를 출시했는데, 이 버전은 AVCHD 형식의 실시간 편집을 지원하지 않았지만(카메라가 실제로 컴퓨터에 연결되어 있는 경우에만 AVCHD를 애플 인터미디어트 코덱(AIC)으로 트랜스코딩할 수 있었고, 다른 곳에 저장된 AVCHD 파일은 변환하지 않았으며 현재 인텔 프로세서 전용이다), 아이무비 '08 프로젝트를 가져올 수 있고 50개의 새로운 필터를 포함했다. Soundtrack 1.5는 포함되지 않았지만, 사용자가 파이널 컷에서 만든 영화에 고급 텍스트를 만들 수 있는 LiveType은 여전히 포함되었다. 가격은 버전 3.5의 299달러에서 버전 4.0의 199달러로 인하되었다.
2011년 6월, 파이널 컷 익스프레스는 파이널 컷 프로 X에 유리하게 공식적으로 단종되었다.

## 기능
파이널 컷 익스프레스의 인터페이스는 파이널 컷 프로와 동일했지만, Cinema Tools, 멀티캠 편집, 일괄 캡처, 타임 코드 보기 등 일부 영화 관련 기능이 부족했다. 이 프로그램은 32번의 실행 취소 작업을 수행했지만, 파이널 컷 프로는 99번을 수행했다 .
이 프로그램에 포함된 기능은 다음과 같다.
- 필터 키프레임 기능
- 실시간으로 실시간 설정을 변경하는 Dynamic RT
- 모션 경로 키프레임
- 불투명도 키프레임
- 리플, 롤, 슬립, 슬라이드 및 블레이드 편집
- PIP(Picture-in-picture) 및 분할 화면 효과
- 최대 99개의 비디오 트랙 및 12개의 합성 모드
- 최대 99개의 오디오 트랙
- 모션 프로젝트 가져오기
- 양방향 색 보정
- 크로마 키

파이널 컷 프로에는 없었지만 파이널 컷 익스프레스에는 있던 한 가지 기능은 아이무비 '08 프로젝트를 가져올 수 있는 기능이다(단, 전환은 유지되지 않는다).

### RT Extreme
파이널 컷 프로에서 계승된 파이널 컷 익스프레스는 일부 비디오 필터 및 전환을 렌더링 없이 미리 볼 수 있는 RT Extreme을 특징으로 한다. 기본 AIFF 파일 형식이 아닌 오디오는 재생하기 전에 렌더링이 필요하다. RT Extreme은 'Safe', 'Unlimited', 'Dynamic'의 세 가지 모드를 갖추고 있다. 'Safe'는 여러 비디오 레이어를 거의 끊김 없는 재생 품질로 볼 수 있도록 한다. 'Unlimited'는 동시에 볼 수 있는 합성 비디오 레이어의 최대 수를 허용한다. 'Dynamic'은 존재하는 동시 비디오 트랙 수에 따라 이러한 설정을 전환한다. 리소스가 부족한 시스템에서 'Unlimited'를 사용하면 프레임 드롭이 발생할 수 있다.

### Boris Calligraphy
파이널 컷 프로와 마찬가지로 익스프레스도 내장된 타이틀 오버레이로 만들 수 있는 것보다 더 정교한 고급 타이틀 및 스크롤/크롤링 타이틀을 위한 플러그인인 Boris Calligraphy를 함께 제공한다. Calligraphy는 위지위그 인터페이스를 갖추고 있으며, 텍스트 줄 바꿈, 정렬, 행간, 자간 및 트래킹 기능을 제공할 뿐만 아니라 타이틀의 선택된 부분에 대해 최대 5개의 사용자 정의 윤곽선과 5개의 사용자 정의 그림자를 정의할 수 있다.

## 사운드트랙
버전 4 이전에는 파이널 컷 익스프레스에 개러지밴드와 유사한 소비자 수준 음악 프로그램인 Soundtrack 1.5가 포함되어 있었지만, 영화에 음악을 추가하려는 비디오그래퍼를 위해 설계되었다. Soundtrack은 약 4,000개의 전문적으로 녹음된 악기 루프 및 음향 효과를 포함하며, 비디오 트랙 아래 여러 트랙으로 배열할 수 있다.
Soundtrack을 사용하려면 사용자는 파이널 컷 익스프레스 시퀀스 또는 그 일부를 타임라인에 정의된 스코어링 마커를 포함할 수 있는 참조 파일로 내보낸다. 이 참조 파일은 Soundtrack에서 비디오 트랙으로 가져올 수 있다.
Soundtrack은 Soundtrack Pro의 멀티트랙 편집 모드와 기능적으로나 시각적으로 동일하지만, 더 적은 Logic 플러그인을 포함하고 매우 높이 평가되는 노이즈 제거 도구가 없다.
Soundtrack은 파이널 컷 익스프레스 4에서 제거되어 가격을 낮추고 사람들이 Logic Express를 구매하도록 유도했을 수 있다.